# LDMOS

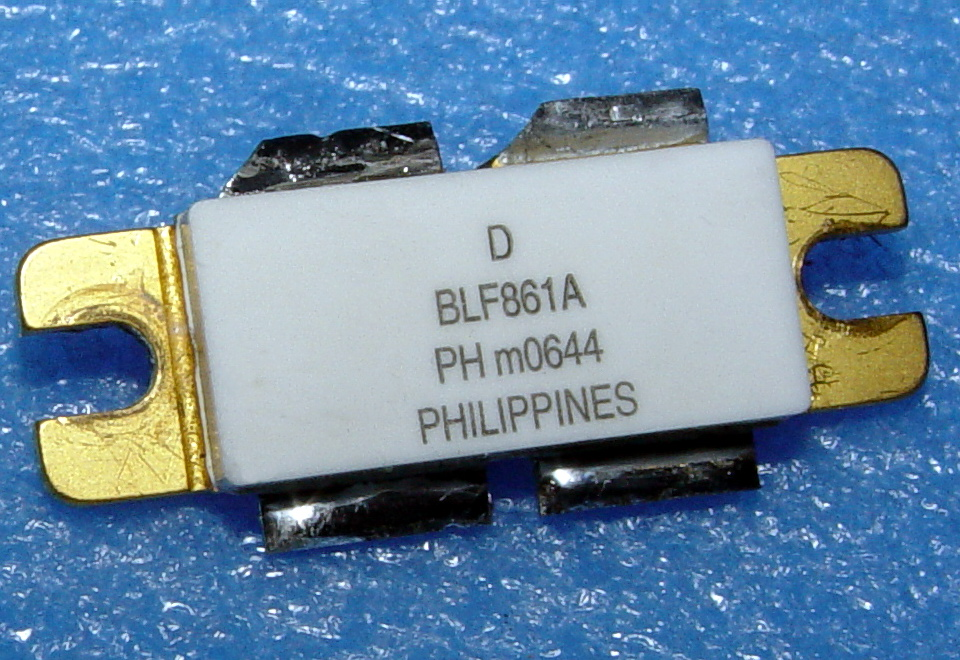
MOSFET UHF 860MHz transistor LDMOS de potència 150W.

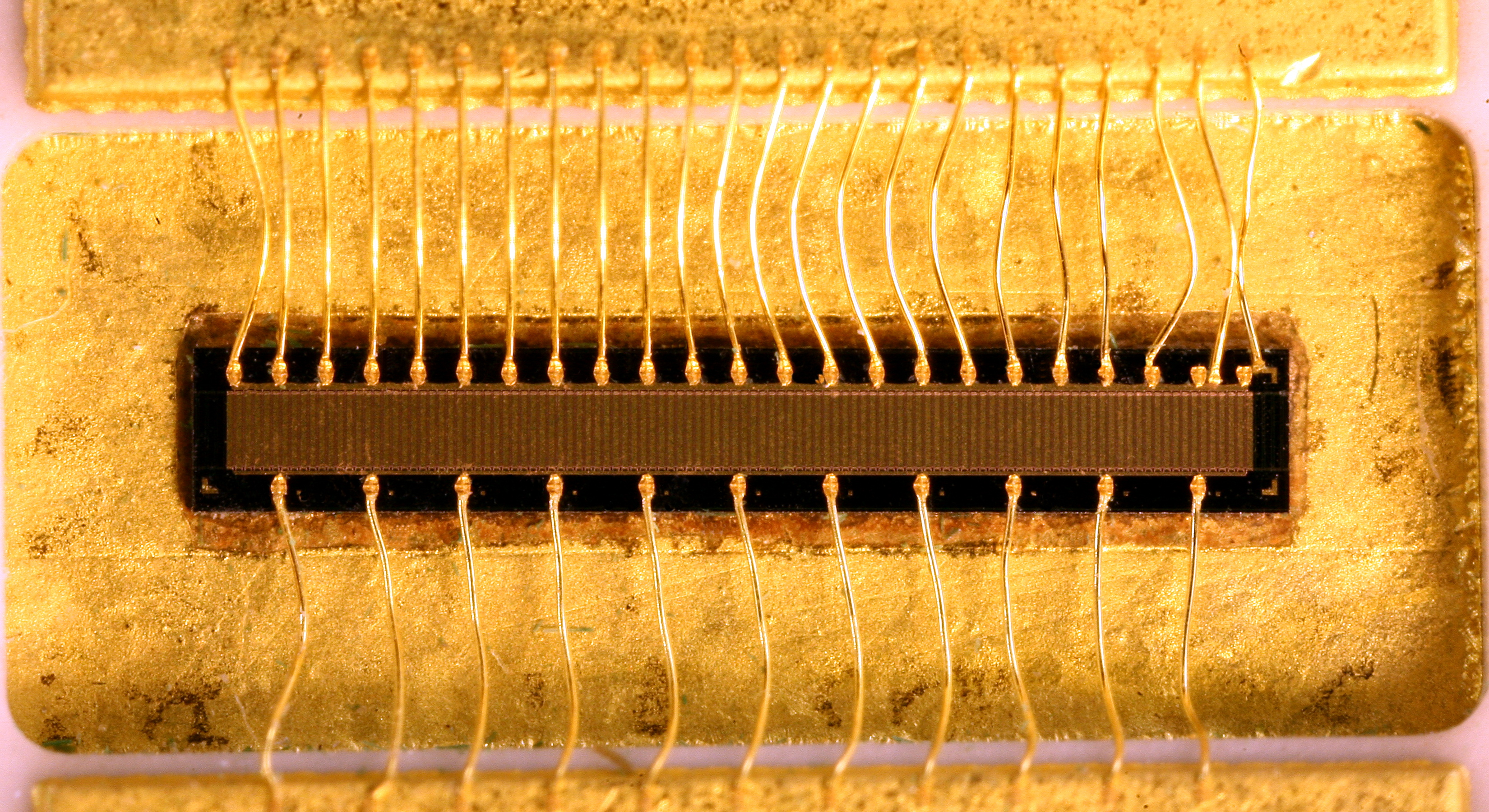
Matriu de silici per BLF2045. RF LDMOS 26 V 180 mA 2 GHz 10 dB 30 W SOT467C. Dissenyat per al funcionament de banda ampla (1800 a 2200 MHz).

LDMOS (acrònim anglès de semiconductor d'òxid metàl·lic difós lateralment) és un MOSFET planar de doble difusió (transistor d'efecte de camp metall-òxid-semiconductor) utilitzat en amplificadors, inclosos amplificadors de potència de microones, amplificadors de potència de RF i amplificadors de potència d'àudio. Aquests transistors sovint es fabriquen en capes epitaxials de silici p/p+. La fabricació de dispositius LDMOS implica majoritàriament diversos cicles d'implantació d'ions i cicles de recuit posteriors. Com a exemple, la regió de deriva d'aquest MOSFET de potència es fabrica utilitzant fins a tres seqüències d'implantació d'ions per aconseguir el perfil de dopatge adequat necessari per suportar camps elèctrics elevats.
El RF LDMOS (LDMOS de radiofreqüència) basat en silici és l'amplificador de potència de RF més utilitzat a les xarxes mòbils, que permet la majoria del trànsit de veu i dades cel·lulars del món. Els dispositius LDMOS s'utilitzen àmpliament en amplificadors de potència de RF per a estacions base, ja que el requisit és una potència de sortida alta amb una tensió de descàrrega corresponent a la font, normalment per sobre dels 60 volts. En comparació amb altres dispositius com ara els FET GaAs, mostren una freqüència de guany de potència màxima més baixa.
DMOS (MOSFET de doble difusió) es va informar a la dècada de 1960. DMOS és un MOSFET fet mitjançant un procés de doble difusió. El MOSFET de doble difusió lateral (LDMOS) va ser informat el 1969 per Tarui et al del Laboratori Electrotècnic (ETL).
Hitachi va ser l'únic fabricant de LDMOS entre 1977 i 1983, temps durant el qual LDMOS es va utilitzar en amplificadors de potència d'àudio de fabricants com HH Electronics (sèrie V) i Ashly Audio, i es van utilitzar per a música, alta fidelitat (hi-fi) equips i sistemes de megafonia.